# IGZ-Unternehmensgruppe
Die IGZ-Unternehmensgruppe ist ein Anbieter von hochautomatisierten Logistik- und IT-Systemen. Die Gruppe bildet die Dachmarke der beiden Gesellschaften IGZ Ingenieurgesellschaft für logistische Informationssysteme und IGZ Automation. 
Der Hauptsitz von IGZ ist Falkenberg.

## Geschichte
1999 wurde die IGZ Ingenieurgesellschaft von den Brüdern Wolfgang Gropengießer und Johann Zrenner als GmbH gegründet. 2000 erfolgte die Realisierung der weltweit ersten, mobilen Datenerfassung für Lagerlogistik im SAP Warehouse Management System. Infolgedessen wurde IGZ seit 2000 als SAP Special-Expertise-Partner im Bereich Warehousing zertifiziert.
2003 erfolgte die Realisierung der ersten Materialflusssteuerung mit SAP-Standardsoftware.
2008 wurde das Unternehmen um den Geschäftsbereich SAP-Manufacturing (Produktionssteuerung) erweitert. 2011 wurde die IGZ Automation GmbH in die IGZ-Unternehmensgruppe integriert, die 1994 als Elektro- und Steuerungstechnik Walberer in Thumsenreuth gegründet worden war. 2018 kam als weiterer Geschäftsbereich SAP Transportation (Transportmanagement) hinzu.

## Unternehmensdaten
Das Familienunternehmen beschäftigt 2025 rund 600 Mitarbeiter. IGZ ist Mitglied im Verein Deutscher Ingenieure (VDI e.V.). Das Unternehmen zählt seit 2022 zu den 25 umsatzstärksten Systemintegratoren im DACH-Raum.

## Produkte und Dienstleistungen
Das Unternehmen plant und realisiert Softwarelösungen für Lager, Automation, Produktion und Transport. Seit Beginn der Unternehmenstätigkeit wird hierfür auf Standardsoftware von SAP gesetzt. Die selbstgegebene Bezeichnung „SAP Ingenieure“ ist angelehnt an die ingenieurtechnische Methodik des Unternehmens innerhalb der Kundenprojekte.
Zudem entwickelt IGZ eigene, teils patentierte Lösungen: Im Bereich der Kommissioniertechniken sind das unter anderem Pick-by-Motion, das Werkerassistenzsystem Assembly-by-Motion sowie die Robotik- und die Intralogistik-Lösung Pick-by-Robot.